# Tapout (бренд одежды)
Tapout Inc. — американская многонациональная корпорация, которая разрабатывает и производит спортивную одежду, повседневную одежду и аксессуары со штаб-квартирой в Гранд-Террас, Калифорния. К 2007 году он был крупнейшим дистрибьютором товаров для ММА в мире и стал одним из доминирующих брендов в области спортивной одежды и фитнес-культуры.
Компания Tapout была зарегистрирована в 1997 году в округе Сан-Бернардино, штат Калифорния, Чарльзом Льюисом-младшим и Дэном Колдуэллом. Продавая товары в то время, когда ММА достигло исключительно нишевого рынка, Льюис и Колдуэлл создали бренд, посвящённый спорту, распространяя товары в городах, где этот вид спорта был преобладающим. Однако после роста популярности смешанных боевых искусств в Соединённых Штатах и их последующего национального признания компания стала крупнейшей в мире компанией по производству товаров, связанных с ММА, с доходом более 22,5 миллионов долларов в 2007 году.
В марте 2015 года компания была перезапущена после её совместного приобретения борцовской компанией WWE и девелоперской фирмой Authentic Brands Group. В рамках этого предприятия бывший бренд, связанный с ММА, превратился в более общий бренд, ориентированный на «образ жизни и фитнес». Весной 2016 года была выпущена одежда для мужчин и женщин. В течение 2015 года WWE продвигала бренд с помощью различных продуктов, включая напитки, добавки и тренажёрные залы. WWE будет владеть 50 % бренда и поэтому будет регулярно рекламировать его на всех своих платформах, надеясь получить миллиард показов в месяц и пытаясь конкурировать с гигантом спортивной одежды Under Armour. Все сотрудники и студенты Центра выступлений WWE также будут носить эту одежду.
11 июля 2009 года основатель бренда Tapout Чарльз Льюис-младший за вклад в развитии MMA спорта был включен в Зал славы UFC.